# Acihasta salebrosa
Genre
Espèce
Acihasta salebrosa, unique représentant du genre Acihasta, est une espèce d'opilions eupnois de la famille des Neopilionidae.

## Distribution
Cette espèce est endémique de Nouvelle-Zélande. Elle se rencontre dans les îles des Trois Rois.

## Description
L'holotype mesure 2,15 mm.

## Publication originale
- Forster, 1948 : « A new sub-family and species of New Zealand Opiliones. » Records of the Auckland Institute and Museum, vol. 3, no 4/5, p. 313-318 (texte intégral).